# Туймази – Уфа (газопровід)
Туймази – Уфа (газопровід) – трубопровід у Башкортостані. 
В 1953-му стала до ладу перша черга Туймазинського газопереробного заводу. Для видачі отриманого тут товарного газу спорудили трубопровід Туймази – Уфа, який став першим магістральним газопроводом в Башкирії. Він мав довжину 174 км, був виконаний в діаметрі 325 мм та розрахований на робочий тиск у 5,5 МПа.
Можливо також відзначити, що з другої половини 1960-х провідну роль у постачанні Уфи перебрав на себе газопровід Ішимбай – Уфа.